# Acrocercops attenuatum
Acrocercops attenuatum är en fjärilsart som först beskrevs av Walsingham 1897.  Acrocercops attenuatum ingår i släktet Acrocercops och familjen styltmalar. Inga underarter finns listade i Catalogue of Life.